# Entodon vulcanicus
Entodon vulcanicus är en bladmossart som beskrevs av Fernand Mathieu Hubert Demaret och J. Leroy 1944. Entodon vulcanicus ingår i släktet Entodon och familjen Entodontaceae. Inga underarter finns listade i Catalogue of Life.